# Albedo 0.39 (album)
Albedo 0.39 este cel de al doilea album al lui Vangelis înregistrat în Studiourile Nemo din Londra. Albumul are drept temă principală spațiul cosmic, iar denumirea semnifică valoarea medie albedo a Pământului. Spre deosebire de albumul anterior (Heaven and Hell) cu tentă predominant clasică și corală, în acest album predomină jazz-ul și blues-ul.
Acest album reprezintă cel de al doilea proiect major prdus în laboratorul Nemo. Conține o selecție de piese ritmate, motiv pentru care două piese celebre, ‘Pulstar’ și ‘Alpha’ apar pe majoritatea albumelor de selecții ale lui Vangelis. Aceste piese au intrat și în atenția lui Carl Sagan care le-a folosit alături de altele în serialul de televiziune Cosmos.

## Lista pieselor
1. "Pulstar" – 5:45
2. "Freefall" – 2:20
3. "Mare tranquilitatis" – 1:45
4. "Main sequence" – 8:15
5. "Sword of Orion" – 2:05
6. "Alpha" – 5:45
7. "Nucleogenesis (part one)" – 6:15
8. "Nucleogenesis (part two)" – 5:50
9. "Albedo 0.39" – 4:30

## Informații album
Compus, aranjat și produs de Vangelis.

Inginer de sunet: Keith Spencer-Allen.

Înregistrat în Studiourile Nemo, Londra, 1976.